# Wirtschaft Kroatiens
Die Wirtschaft Kroatiens wird stark vom Tourismus bestimmt. Die Tourismuseinnahmen machten 2019 19,2% des Bruttoinlandsprodukts aus. Ausländische Investitionen, ein weiterer wichtiger Treiber der Wirtschaft, gehen hauptsächlich in den Tourismusbereich. Durch die Mitgliedschaft des Landes in der Europäischen Union erhält das Land zahlreiche EU-Fördergelder, die ebenfalls signifikant zum Wirtschaftswachstum des Landes beitragen.
Seit 2023 ist das Land Mitglied des Schengen-Raums und der Euro-Zone.

## Geschichte und Allgemeines
Als Kroatien noch ein Bestandteil der Donaumonarchie war, war die Wirtschaft größtenteils landwirtschaftlich geprägt. In der Umgebung der größeren Städte befanden sich jedoch auch moderne Industriebetriebe. Im später entstandenen Königreich Jugoslawien war die kroatische Wirtschaft im Vergleich mit der in den östlichen Landesteilen deutlich fortschrittlicher entwickelt.
Nach dem Zweiten Weltkrieg folgte eine Zeit der Industrialisierung. Dem sozialistischen Plan entsprechend, wurden in Kroatien vor allem Betriebe der Pharmazeutischen Industrie, der Lebensmittelindustrie und der Konsumgüterindustrie gegründet. Die Metall- und Schwerindustrie wurde vorwiegend in Bosnien und Serbien vorangetrieben.
Ab den 1960er Jahren begann sich entlang der Küste zunehmend der Tourismus zu entwickeln. Ein bedeutender Teil der Gewinne aus der kroatischen Wirtschaft musste an ärmere Landesteile Jugoslawiens abgeführt werden.
Zu Zeiten Jugoslawiens waren Kroatien und Slowenien innerhalb Jugoslawiens die Teilrepubliken mit dem höchsten BIP je Einwohner. Trotzdem verließen in den 1960er und 1970er Jahren hunderttausende Menschen Kroatien, um als Gastarbeiter ihr Glück in Westeuropa oder Nordamerika zu suchen. Durch die für sozialistische Länder ungewöhnlich liberale Reisefreiheit „exportierte“ Jugoslawien seine Arbeitslosigkeit und gewann eine reichhaltige Devisenquelle. In Kroatien wurden Ende der achtziger Jahre, als die Bestrebungen zur staatlichen Unabhängigkeit forciert wurden, Schätzungen zufolge etwa 25 Prozent des Bruttoinlandsprodukts des gesamten Landes erwirtschaftet. Die kroatische Volkswirtschaft war strukturell relativ ausgewogen, verzeichnete jedoch schon vor Einsetzen der Kriegshandlungen (Mitte 1991) Produktionseinbrüche. 1990 gingen 500 Staatsbetriebe bankrott, 1991 sank im ersten Quartal die Produktion im Vergleich zum Vorjahr um 12 Prozent. 1990 lag das Bruttoinlandsprodukt (BIP) bei 5 205 US-Dollar pro Kopf; damit lag Kroatien weit über dem Durchschnitt der einzelnen jugoslawischen Teilrepubliken. Nach der Unabhängigkeit Kroatiens wurde die Wirtschaft privatisiert und neu auf den westeuropäischen Markt ausgerichtet. Die Privatisierung begann jedoch zur gleichen Zeit, als der Kroatien-Krieg ausbrach. Vor dem Krieg hatte Kroatien, gemessen am Anteil des jugoslawischen BIP, die zweithöchste Wirtschaftsleistung und stand gemessen am BIP/Einwohner auch an zweiter Stelle der jugoslawischen Teilrepubliken.
Die Kämpfe hielten 1992 an und eskalierten im Januar 1993, als kroatische Truppen versuchten, von den Serben besetzte Gebiete zurückzuerobern. Ende 1993 begann sich die Wirtschaft allmählich zu erholen. Im Januar trat die Republik dem Internationalen Währungsfonds und im April der Internationalen Bank für Wiederaufbau und Entwicklung (Weltbank) bei. Bis zum Ende des Jahres hatte die Regierung ein Rücklagevermögen in Devisen von 1,5 Milliarden US-Dollar angesammelt und im Rahmen eines Wirtschaftsreformprogramms die meisten Betriebe des Landes privatisiert. Nach der Dürre von 1992 gelang es, die landwirtschaftliche Produktion um 20 Prozent zu steigern. Die durch die Kriegshandlungen verursachten Schäden sowie Einnahmeausfälle belaufen sich nach Schätzungen auf über 50 Milliarden US-Dollar. Bis 1992 war das BIP fast auf die Hälfte zurückgegangen, stieg danach aber wieder an.
Die wirtschaftlichen Folgen dieses Krieges waren nachhaltig, einerseits durch direkte Zerstörungen von Industriebetrieben und andererseits durch
- Verlust von Absatzmärkten,
- das Ausbleiben der Touristen über mehrere Jahre hinweg,
- immense Kosten für die Unterbringung und Versorgung hunderttausender von Binnenflüchtlingen und Vertriebenen aus Bosnien-Herzegowina: Die Kosten für die Aufnahme von mehr als 630.000 Flüchtlingen beliefen sich Ende 1992 auf etwa 50 Millionen US-Dollar pro Monat. Dies entsprach etwa einem Fünftel der gesamten Staatsausgaben.
- die hohen Kosten für den Wiederaufbau.

### Allgemeine Daten
Das Bruttoinlandsprodukt belief sich im Jahr 2011 auf 14.457 Euro pro Kopf. Im Vergleich mit dem BIP der EU ausgedrückt in Kaufkraftstandards erreicht Kroatien einen Index von 64 (EU-27:100) (2009). Die Staatsverschuldung betrug 2009 38,1 Mrd. US-Dollar oder 61,0% des BIP. Das BIP-Wachstum des Jahres 2007 betrug laut Prognosen ca. 6%. Die Nettoeinkommen stiegen 2006 um 6,2 Prozent (Durchschnittliches Nettoeinkommen im November 2006: 4.995 Kuna = ca. 700 €; 2008: 730 €). Die Arbeitslosigkeit lag 2012 bei etwa 15 Prozent.
Die kroatische Wirtschaft durchlief einen schwierigen Umwandlungsprozess von der ehemaligen sozialistischen Wirtschaftsform der Arbeiterselbstverwaltung in die Marktwirtschaft.
Das Bruttoinlandsprodukt (BIP) lag 2006 bei 39.610 Millionen US-Dollar (Dienstleistungen 61,6 Prozent, Industrie 30,1 Prozent, Landwirtschaft 8,2 Prozent); daraus errechnete sich ein BIP pro Einwohner von 9.845 US-Dollar und eine Wachstumsrate von ca. 4–6 Prozent (2007–2012). Die Staatsverschuldung betrug 29.662 Millionen US-Dollar. Die Inflationsrate erreichte einen Wert von 3,1 Prozent (2007). 14 Prozent der Erwerbstätigen waren in der Landwirtschaft beschäftigt, 28 Prozent in der Industrie und 58 Prozent im Dienstleistungssektor.
Nach Wirtschaftssektoren entfallen 59% der Wirtschaftsleistung auf Dienstleistungen, 32% auf die Industrie, und 9% auf die Landwirtschaft. Die wichtigsten Wirtschaftszweige sind die Dienstleistungsbereiche, das verarbeitende Gewerbe, der Schiffbau und der Tourismus, der v. a. die Adriaküste und die zahlreichen Inseln betrifft.
Die Produktion von Wein hat in der kroatischen Exportliste einen hohen Stellenwert. Aufgrund der Verpflichtung Kroatiens den zollfreien Import hochsubventionierter und damit günstiger landwirtschaftlicher Produkte aus der EU zuzulassen steckt die Landwirtschaft in der Krise.
Das größte Problem Kroatiens ist die Außenhandelsbilanz: Die Exporte konnten 2005 zwar um rund zehn Prozent zulegen, die Importe stiegen aber noch stärker, nämlich um 13 Prozent. Damit stieg das Handelsdefizit weiter. Ökonomen sind auch für die nähere Zukunft nicht allzu optimistisch, denn der Großteil der Importe sind Konsumgüter – die im Land vielfach nicht produziert werden.
Neben Mercator (slowenisch), Spar (niederländisch), Lidl (deutsch), dm Drogeriemarkt (deutsch), Kaufland (deutsch), Mercatone (italienisch), Billa (deutsch-österreichisch) und Metro (deutsch) siedeln sich immer mehr ausländische Handelsketten in Kroatien an. Die größte einheimische Einzelhandelskette ist Konzum (gehört zur Agrokor-Gruppe).
Einen wichtigen Beitrag zur kroatischen Wirtschaftsleistung leistet auch der Schiffbau. Die kroatischen Schiffswerften haben eine langjährige Tradition aufzuweisen, sind bekannt für ihre gute Qualität und genießen hohes Ansehen in der ganzen Welt. Europaweit gesehen nimmt die kroatische Schiffbauindustrie den 2. Platz und weltweit gesehen den 5. Platz ein, was die Anzahl der Aufträge betrifft. Die größte kroatische Werft 3. maj befindet sich in Rijeka (u. a. Tankerbau). Andere bedeutende Werften sind Viktor Lenac in Martinšćica (bei Rijeka), Uljanik in Pula, die Werft von Kraljevica, Brodosplit und Brodotrogir.
Ein sehr großes Problem stellt die hohe Verschuldung der kroatischen Bevölkerung dar, die derzeit 33,9% des BIP beträgt (vgl. Durchschnitt in den neuen EU-Staaten: 16%). Somit ist die kroatische Bevölkerung fast doppelt so hoch verschuldet wie die Bevölkerung in den anderen neuen EU-Staaten. Das Budgetdefizit von rund drei Prozent trieb die Verschuldungsquote 2005 in die Höhe: Die Staatsverschuldung stieg dadurch über die Marke von 50 Prozent des BIP.
Österreich ist mit Abstand größter Auslandinvestor in Kroatien. Laut offiziellen Daten halten Österreicher bei 390 kroatischen Unternehmen die Mehrheit. Inoffiziell wird von einer doppelt so hohen Zahl ausgegangen.

### Aktuelle Veränderungen
In Kroatien wurden von Seiten der Städte und Gemeinden zahlreiche spezielle Freihandelszonen bzw. Unternehmenszonen eingerichtet, die von der Regierung subventioniert werden und gleichermaßen in- und ausländischen Unternehmen und Investoren besondere Standortvorteile (komplette Infrastruktur) und Steuererleichterungen bieten. Teilweise ist die Kapazität in derartigen Zonen bereits erschöpft, was ein sichtbares Zeichen für den Erfolg dieser Strategie ist. Es kommen auch laufend neue derartige Industriegebiete hinzu, insbesondere in der Nähe von neu gebauten Autobahnabschnitten.
Im Jahr 2005 wurde ein Service für Unternehmer von Seiten der Regierung vorgestellt, der Unternehmensgründungen in Kroatien deutlich erleichtern sollte. Über das Internet lassen sich bislang bürokratische Amtswege erledigen, und eine Bearbeitung der Anträge in möglichst kurzen Fristen wird garantiert (so genannter One-Stop-Shop.) Bestechungsmöglichkeiten und Korruption können hierbei praktisch ausgeschlossen werden. Die Regierung erhofft sich insbesondere durch derartige Services zur Ankurbelung des Wirtschaftswachstums beitragen zu können.
Zu den wichtigeren Prioritäten gehört auch die Grundbuchreform. Im Laufe des Jahres 2006 sollten auch die letzten Parzellen in elektronischer Form im Internet vorliegen, was Standortauswahlen und Unternehmensgründungen ebenfalls erleichtern sollte.
Seit Januar 2006 ist es in Kroatien möglich, die Mehrwertsteuererklärung per Internet durchzuführen (ePDV). Demnächst sollte auch die Einkommensteuererklärung per Internet ermöglicht werden. Die Regierung kündigte im Rahmen des Projektes e-Hrvatska auch die baldige Möglichkeit zur Nutzung der staatlichen Finanzservices per Mobiltelefon bzw. mobilen Zahlungsmöglichkeiten an (vgl. m-parking in diversen kroatischen Städten). Die e-Steuerbuchhaltung inklusive der Möglichkeit zur Übersicht aller anfallender Steuerpflichten sollte auch demnächst eingeführt werden.
Zum Bürokratie-Abbau gehört auch die Justizreform. So werden ab 2006 Pfändungen (österr. Exekutionen) auch von öffentlichen Notaren erledigt, um somit die einzelnen Gerichte zu entlasten. (Bisher konnten Unternehmen zahlungsunfähige Kunden nur schwer verfolgen, da die Gerichte mit Pfändungsanträgen überhäuft waren.)
Im Global Entrepreneurship Monitor (GEM) nahm Kroatien im Jahr 2005 den 19. Platz ein unter 35 Staaten dieser Welt und machte somit einen großen Sprung vorwärts (2002: 32. Platz unter 37 Staaten). Der GEM ist ein internationales Projekt, das seit 1999 von der London Business School (Großbritannien) und dem Babson College (USA) durchgeführt wird. Im Bericht wird die unternehmerische Tätigkeit im Vergleich zu ausgewählten Ländern untersucht und analysiert. Der GEM ist ein wichtiges Instrument des internationalen Vergleichs der Unterschiede betreffs der unternehmerischen Tätigkeit einzelner Länder. Es werden Faktoren ermittelt, von denen unternehmerische Aktivitäten und wirtschaftspolitische Maßnahmen zur Verbesserung der unternehmerischen Kapazität eines Staates abhängen.
Im Bericht des Weltwirtschaftsforums zur Wettbewerbsfähigkeit belegt Kroatien im weltweiten Ranking Platz 74 von 137.
Die Lissabon-Strategie der Europäischen Union sieht vor, Europa zum konkurrenzfähigsten und dynamischsten, wissensorientierten Wirtschaftsraum der Welt zu machen. Im Bericht des Weltwirtschaftsforums 2006 belegte Kroatien als EU-Kandidatenland hinsichtlich der Konkurrenzfähigkeit der Wirtschaft und in anderen Bereichen bereits bessere Ergebnisse als Bulgarien und Rumänien, zwei Staaten, die im Januar 2007 der EU beigetreten sind.
Kroatien wurde am 1. Juli 2013 in die Europäische Union aufgenommen.
Zum 1. Januar 2023 führte Kroatien den Euro als Landeswährung ein und trat so der Eurozone bei.

## Bedeutung ausgewählter Wirtschaftsbereiche

### Landwirtschaft
In Kroatien wird im Vergleich zu Deutschland eher viel Landwirtschaft betrieben. Rund zwei Drittel der Fläche werden agrarisch genutzt. Dabei werden vor allem die fruchtbaren Böden im Save-Drau-Zwischenstromland intensiv genutzt. Die wichtigsten angebauten Früchte sind Zuckerrüben, Kartoffeln, Weizen und Mais. In klimatisch begünstigten Lagen werden auch einige Sonderkulturen angebaut, vor allem Weintrauben und Obst, wie oben erwähnt. In Süddalmatien werden sogar mit Tabak und Zitrusfrüchten hohe Ernteerträge erzielt. In der Viehhaltung dominieren die Rinder-, Schaf- und Schweinezucht. In Dalmatien ist der Fischfang eine wichtige Einkommensquelle.
Siehe auch: Weinbau in Kroatien

### Bergbau
Kroatien ist relativ reich an Bodenschätzen. Vor Ausbruch des Kroatienkrieges 1991 war die Bergbauindustrie einer der bedeutendsten Arbeitgeber. Erdgas, Erdöl, Steinkohle, Braunkohle, Bauxit, Eisenerz und Porzellanerde (Kaolin) gehören zu den wichtigsten Rohstoffen Kroatiens. In manchen Regionen gibt es auch kleine Vorkommen von Calcium, Naturasphalt, Kieselerde, Glimmer und Salz. Darüber hinaus werden Graphit und Baumaterialien (vor allem Betongrundstoffe) abgebaut.

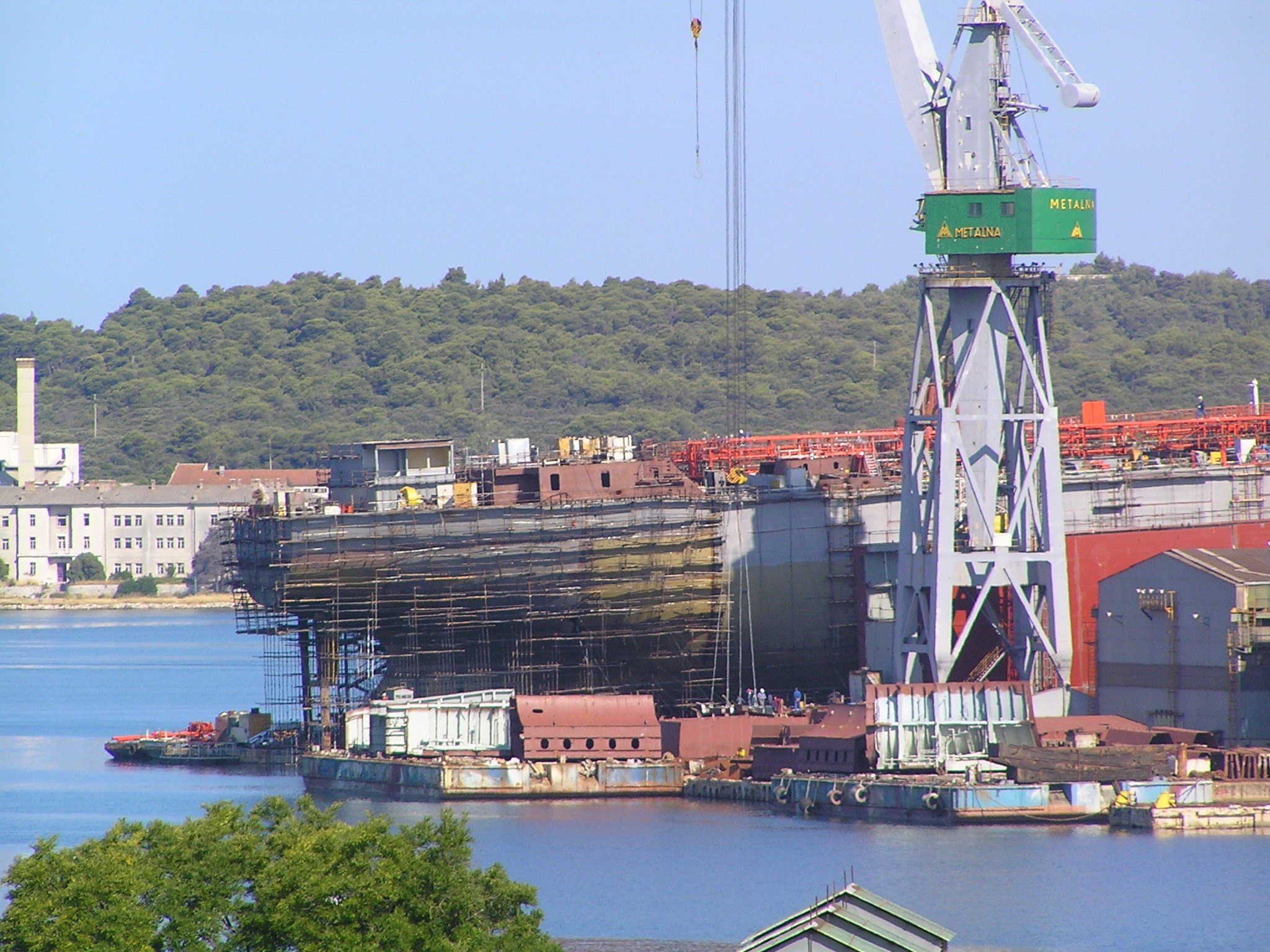
Eine der Schiffswerften Kroatiens

### Industrie
Die vorherrschenden Industriebetriebe in Kroatien sind Erdölraffinerien, Eisen- und Stahlwerke, Schiffswerften, Chemieunternehmen und Produktionsstätten für Nahrungsmittel, Maschinen, Zement und Beton, Metallwaren und Textilien. Die ehemals bedeutende Bergbauindustrie verzeichnet seit einigen Jahren Rückgänge in der Produktion. Viele der Industriebetriebe Kroatiens wurden 1991 bei den Kämpfen zerstört oder beschädigt. Der Wiederaufbau der Anlagen bindet viele finanzielle Mittel und verhindert eine weitere Entwicklung in einigen anderen Produktionsbereichen. Zu Beginn der Auseinandersetzungen mit den Serben fiel 1991 die Industrieproduktion um 42,5 %. Ab 1993 verzeichnete die kroatische Wirtschaft Zuwachsraten, und bis 1996 konnten wieder in den meisten Branchen erhebliche Produktivitätssteigerungen verzeichnet werden.

### Währung
Zur Bekämpfung der galoppierenden Inflation ersetzte im Mai 1994 die Kuna (kroat. für Marder) (zu 100 Lipa) den kroatischen Dinar (der im Dezember 1991 an die Stelle des jugoslawischen Dinar getreten war) als Landeswährung der Republik. Der Name „Kuna“ geht auf die Landeswährung zur Zeiten aus dem Mittelalter zurück. Damals wurde in den kroatischen Provinzen Slawonien und dem Küstenland mit Marderfellen gehandelt. Von August 2021 bis Juni 2024 war die kroatische Wirtschaft durch eine hohe Inflation belastet. Zum 1. Januar 2023 führte Kroatien den Euro als Landeswährung ein und trat so der Eurozone bei.

### Finanzwirtschaft

#### Bankwesen

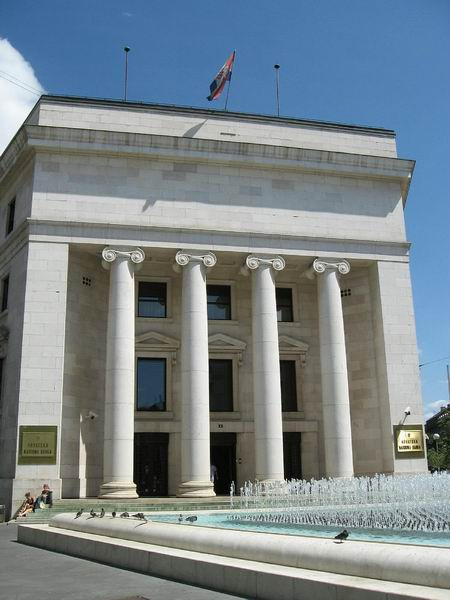
Kroatische Nationalbank in Zagreb

Das Bankwesen ist konsolidiert und die größten Banken des Landes haben mit italienischen und österreichischen Großbanken fusioniert, bzw. wurden von diesen übernommen. Zu den größten Banken in Kroatien zählen die Zagrebačka banka, Privredna banka, Erste&Steiermärkische bank, Raiffeisenbank Austria, Splitska banka, Hypo Alpe-Adria-Bank, Hrvatska poštanska banka und OTP banka Hrvatska.

#### Kapitalmarkt
Der Kapitalmarkt besteht im Wesentlichen aus der Wertpapierbörse des Landes, welche als Zagreber Börse bekannt ist. Sie veröffentlicht einen Leitindex als Barometer für die Volkswirtschaft. Er wird als CROBEX bezeichnet.

### Tourismus
siehe Hauptartikel: Tourismus in Kroatien
Kroatien ist ein attraktives Urlaubsziel. Hauptattraktionen sind die Küste, die Nationalparks und die Städte, besonders beliebt sind Split, Dubrovnik, Rijeka und Zagreb. Jedes Jahr besuchen über zehn Millionen Touristen Kroatien. Die Tendenz ist seit Jahren steigend.

### Einzelhandel
Neben Mercator (slowenisch), Spar (österreichisch), Lidl (deutsch), dm-drogerie markt (deutsch), Kaufland (deutsch), Mercatone (italienisch), Billa (österreichisch), Bauhaus (deutsch), baumax (österreichisch), kika (österreichisch), Ikea (schwedisch), Obi (deutsch) und Metro (deutsch) siedeln sich immer mehr ausländische Handelsketten in Kroatien an. Ebenso ist die Handelskette Aldi (deutsch) dabei, den Markt in Kroatien zu erschließen. Die größte einheimische Einzelhandelskette ist Konzum (gehört zur Agrokor-Gruppe).

## Wirtschaftsdaten
- Bruttoinlandsprodukt: (2015) +2,6% zum Vorjahr
- jährliches Wirtschaftswachstum 3. Quartal 2016: 2,7% zum Vorjahr
- Arbeitslosigkeit 2023: 6,1% (EU-Berechnungsmethode)
- Durchschnittslohn (Netto) (2023): 12.330 Euro
- Durchschnittslohn (Brutto) (2023): 17.714 Euro
- Jahresinflation März 2024: 4,9%

### Wirtschaftliche Entwicklung (1993–2017)
Alle BIP-Werte sind in US-Dollar($) angegeben.
| Jahr | BIP (PPP, Mrd.) | BIP pro Kopf (PPP) | BIP Wachstum (%) | Inflation (%) | Arbeitslosigkeit (%) | Staatsverschuld. (% BIP) |
| ---- | --------------- | ------------------ | ---------------- | ------------- | -------------------- | ------------------------ |
| 1993 | 36,02           | 7.790              | −8,0             | 1.519         | 14,8                 | -                        |
| 1995 | 42,41           | 9.524              | 6,6              | 2,0           | 14,5                 | -                        |
| 2000 | 54,51           | 12.441             | 3,8              | 4,6           | 20,6                 | 33                       |
| 2005 | 76,28           | 17.173             | 4,2              | 3,3           | 17,6                 | 41                       |
| 2006 | 82,38           | 18.556             | 4,8              | 3,2           | 16,5                 | 39                       |
| 2007 | 88,94           | 20.049             | 5,2              | 2,9           | 14,7                 | 85                       |
| 2008 | 92,54           | 20.872             | 2,1              | 6,1           | 13,0                 | 40                       |
| 2009 | 86,36           | 19.499             | −7,4             | 2,4           | 14,5                 | 49                       |
| 2010 | 86,17           | 19.505             | −1,4             | 1,0           | 17,2                 | 58                       |
| 2011 | 87,66           | 20.483             | −0,3             | 2,3           | 17,4                 | 65                       |
| 2012 | 87,28           | 20.450             | −2,2             | 3,4           | 18,6                 | 71                       |
| 2013 | 88,11           | 20.703             | −0,6             | 2,2           | 19,8                 | 82                       |
| 2014 | 89,61           | 21.144             | −0,1             | −0,2          | 19,3                 | 86                       |
| 2015 | 92,71           | 22.052             | 2,3              | −0,5          | 17,1                 | 85                       |
| 2016 | 96,86           | 23.227             | 3,2              | −1,1          | 14,8                 | 83                       |
| 2017 | 101,34          | 24.424             | 2,8              | 1,1           | 12,2                 | 78                       |

### Investitionen
Kroatien verzeichnet seit einiger Zeit wachsende Impulse im Bereich der Investitionstätigkeit im eigenen Land. Diese sind hauptsächlich zurückzuführen auf:
- jährliche Bruttoanlageinvestitionen (2016): +4,8% zum Vorjahr
- EU-Fördergelder (2014–2020): 10,8 Mrd. €

Kroatische Auslandsinvestitionen (2005, vorläufige Ergebnisse):
Im Jahr 2005 wurden von Seiten kroatischer Unternehmen insgesamt ca. 95 Mio. Euro ins Ausland investiert.
1. Ungarn (17%)
2. Bosnien und Herzegowina (17,6%)
3. Niederlande (14,7%)
4. Serbien und Montenegro (12,2%)
5. Liberia (11,8%)
6. Britische Jungferninseln (9,7%)

Ausländische Direktinvestitionen
Die Hauptinvestorenländer, aus denen Direktinvestitionen (FDI) nach Kroatien gelangen (vorläufiger Stand: 2005):
1. Österreich (25,6%)
2. Ungarn (21,7%)
3. Deutschland (13,2%)
4. Italien (9,4%)

Insgesamt betrugen die Direktinvestitionen in den ersten neun Monaten von 2005, 1,24 Mrd. Euro. Rund die Hälfte (49,9 Prozent) der Investitionen flossen 2005 in den Bankensektor, 10,9 Prozent in die Exploration von Erdöl und -gas, 9,3 Prozent in den Einzelhandel und 9,2 Prozent in das Gastgewerbe und die Hotellerie.

### Außenhandel
Die Hauptausfuhrprodukte Kroatiens sind Maschinen- und Transportzubehör, Bekleidung und Chemikalien. Der Export Kroatiens betrug im Jahre 2003 (geschätzt) 6.355 Millionen US-Dollar f.o.b.
Exportstatistik: (Daten von 2019)
1. Italien (13%)
2. Deutschland (13%)
3. Slowenien (10%)
4. Bosnien und Herzegowina (9%)
5. Österreich (6%)
6. Serbien (5%)

Importe stammen vorwiegend aus: (Daten von 2019)
1. Italien (14%)
2. Deutschland (14%)
3. Slowenien (11%)
4. Ungarn (7%)
5. Österreich (6%)

Seit 2002 gilt für Kroatien ein zollfreier Zugang zu den Märkten der EU, dasselbe gilt für Einfuhren aus der EU.
Durch die Annäherung an die EU und das im Februar 2005 umgesetzte Stabilisierungs- und Assoziationsabkommen werden wichtige wirtschaftliche Impulse für das Land erwartet, sowohl was den Import- als auch was den Exporthandel betrifft. Kroatien leidet derzeit an einem großen Exportdefizit. Die vollständige Liberalisierung des Marktes sollte weitere Investitionen nach sich ziehen, insbesondere werden sogenannte „greenfield“-Investitionen erhofft.

## Die größten kroatischen Unternehmen
Die Tabelle zeigt die 10 größten kroatischen Unternehmen, geordnet nach Umsatz, Stand 2009
| Platz | Unternehmen                               | Umsatz (€, Mio.) |
| ----- | ----------------------------------------- | ---------------- |
| 1     | Agrokor d.d. (Lebensmittelkonzern)        | 3.607            |
| 2     | INA d.d. (Mineralölindustrie)             | 2.776            |
| 3     | HEP d.d. (Stromversorger)                 | 1.626            |
| 4     | T-Hrvatski Telekom                        | 1.160            |
| 5     | Zagrebački Holding (Stadtbetriebe Zagreb) | 602              |
| 6     | VIPnet (Mobilfunk)                        | 492              |
| 7     | Podravka (Lebensmittelkonzern)            | 489              |
| 8     | HT Holding                                | 470              |
| 9     | Pliva (Pharmaindustrie)                   | 393              |
| 10    | Vindija (Lebensmittelkonzern)             | 386,5            |
| 10    | Adris Grupa d.d. (Tabakindustrie)         | 386,5            |

siehe auch: Liste der größten Unternehmen in Kroatien